# Paz Cove
Die Paz Cove ist eine 1,5 km breite und 6 km lange Bucht an der Knox-Küste des ostantarktischen Wilkesland. Sie liegt 4 km südöstlich des Kap Henderson an der Nordseite der Bunger Hills.
Der US-amerikanische Kartograph Gardner Dean Blodgett kartierte sie anhand von Luftaufnahmen der Operation Highjump (1946–1947). Das Advisory Committee on Antarctic Names benannte sie 1956 nach Hubert J. Paz (* 1923), Besatzungsmitglied bei den Flügen zur Erstellung von Luftaufnahmen bei der Operation Highjump zwischen dem 14. und dem 164. Grad östlicher Länge.